# Hinderikus Braams
Hinderikus Braams (Gieten, 18 oktober 1807 - aldaar, 2 augustus 1849) was een Nederlandse burgemeester.

## Leven en werk
Braams, zoon van de schout van Gieten Jan Braams en Jantien Hogenesch, was van 1835 tot zijn overlijden in 1849 burgemeester van de voormalige Drentse gemeente Odoorn. De laatste acht jaar van zijn leven combineerde hij deze functie met het burgemeesterschap van de voormalige gemeente Gasselte. Hij bleef ook tijdens zijn burgemeesterschap inwoner van zijn geboorteplaats Gieten. Hij was daar herbergier van de uitspanning, die later hotel Braams genoemd zou worden. Tevens was hij luitenant van de schutterij en voerde het bevel over 54 Drentse schutters tijdens de Tiendaagse Veldtocht in 1831. Zijn broer Teunis zou hem na zijn overlijden opvolgen als burgemeester van Gasselte.
Braams was op 21 april 1837 te Coevorden getrouwd met de in Groot Sander, Duitsland geboren Bernhardina Bergman (1811-1883), dochter van de koopman Johann Marten Bergman en Zwaantje Weggeman.

## Hunsow
Samen met onder meer de Drentse schrijver Van der Scheer, een van de drie podagristen, ondernam hij in 1843 een poging om door middel van opgravingen resten te vinden van de legendarische stad Hunsow in het gebied tussen Exloo en Valthe. De poging was tevergeefs. De archeoloog Albert van Giffen verwees Hunsow, na onderzoek, in 1921 naar het rijk der fabelen.